# Kugelung

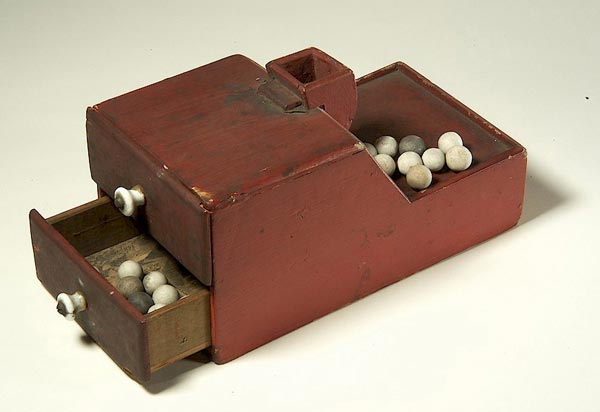
Eine der ersten amerikanischen Ballotage-Wahlurnen

Eine Kugelung oder Ballotage (von frz. ballotte: kleine Kugel bzw. engl. ballot: Wahlkugel) ist eine geheime Abstimmung durch die verdeckte Abgabe verschiedenfarbiger Kugeln (z. B.: weiße Kugel = ja; schwarze Kugel = nein). Sie wird meistens bei einer Kooptation oder Stichwahl verwendet.
In manchen Sprachen wird dieser Begriff für die Stichwahl im Allgemeinen verwendet.
Die Ballotage wurde zuerst im frühen Mittelalter von den Benediktinern zur Abtwahl eingeführt, wenn auch Vorläufer wie z. B. das Scherbengericht, eine antike Form der Gerichtsverhandlung, bei der man Scherben mit eingeritzten Namen für die Abstimmung nutzte, schon in der Antike verbreitet waren. Bei vielen Akademien der Wissenschaften, bei traditionellen Karnevalsvereinen, wie den Kölner Roten Funken, sowie in der Freimaurerei, bei den Odd Fellows, den Schlaraffen, der Zwanglosen Gesellschaft München und im Druiden-Orden ist sie (teilweise) heute noch für die Entscheidung über die Aufnahme in die Gemeinschaft üblich.

## Blackballing
Als Blackballing bezeichnet man eine Form der Abstimmung in englischen Gentlemen’s Clubs, bei dem die Mitglieder schwarze oder weiße Kugeln in eine Urne werfen, um über die Aufnahme neuer Mitglieder zu entscheiden. Eine einzige schwarze Kugel reicht dabei aus, dem Betreffenden den Eintritt zu verweigern. Diese Form der Abstimmung wird heute kaum noch angewandt.